# При никого
„При никого“ е български игрален филм от 1975 година на режисьора Иванка Гръбчева, по сценарий на Георги Данаилов. Оператор е Яцек Тодоров. Музиката във филма е композирана от Симеон Пиронков.

## Сюжет
Четиринадесетгодишният Алеко влиза в залата на съда. Там се разглежда бракоразводното дело на родителите му. На въпроса: „При кого иска да остане след развода?“, детето отговаря: „При никого“. Пред сградата на съда Алеко се разделя с баща си Стефан, който заминава на работа в провинцията. С парите, получени от него, момчето кани приятелите си на обед. Вечерта Алеко не желае да се прибере вкъщи и отива да пренощува при съученика си Тони, но не издържа и се връща при майка си. На гости идва вуйчо му Ваньо – човек чувствителен и истински загрижен за съдбата на Алеко. На рождения ден на Алеко не идва никой от съучениците му. По телефона се обажда Димитър, колега на майка му, за да го поздрави. Вуйчото иска да избави племенника си от конфузното положение и довежда на гости приятелите си. Веднъж след училище Алеко заварва Димитър в къщи. Тайно взема ключовете от колата му и ги дава на Тони, който подкарва москвича и счупва фара. Въпреки защитата от страна на Димитър за тази постъпка Алеко е изключен от училище. Момчето заминава при баща си. Битовите проблеми сближават Алеко с баща му. От София пристига вуйчото. Той разговаря със зет си, като тактично го уговаря да се съберат със сестра му. Когато е тъжен, Алеко обича да си представя малка дървена къща в гората през различните сезони. След завръщането си от екскурзия Алеко заварва при баща си жена. Момчето иска да се махне и от тук. Обажда се по телефона на майка си и от нея разбира, че вуйчо му е в болница, а тя трябва да замине в чужбина. След младежка забава Алеко се разхожда със своя съученичка. На брега на Дунав той я целува – това е първата целувка в живота му. Получава се телеграма, че вуйчо Ваньо е починал. На погребението се събира цялото семейство. Родителите искат да разговарят за бъдещето, но момчето избягва от тях...

## Състав

### Актьорски състав
| Изпълнител                        | Роля                        |
| --------------------------------- | --------------------------- |
| Алеко Кочев                       | Алеко                       |
| Ани Бакалова                      | Нели, майката на Алеко      |
| Стойчо Мазгалов                   | Стефан, бащата на Алеко     |
| Джоко Росич                       | вуйчо Ваньо                 |
| Петър Петров                      | Димитър, колега на Нели     |
| Огнян Атанасов                    |                             |
| Иван Тодоров                      |                             |
| Станислав Желязков                |                             |
| Райна Вачева                      |                             |
| Наташа Стратиева                  |                             |
| Атанас Атанасов                   |                             |
| Ивайло Джамбазов                  |                             |
| Георги Стоянов                    |                             |
| Йордан Спасов                     | Попов, учителя по география |
| Златина Дончева                   | учителката по история       |
| Любомир Саев                      |                             |
| Ангел Ламбев                      |                             |
| Светослав Пеев (като Славчо Пеев) |                             |
| Тодор Минков                      |                             |
| Иван Джамбазов                    | класния ръководител         |
| Лили Попиванова                   |                             |
| Гено Недялков                     |                             |
| Данаил Ангелов                    |                             |
| Георги Махалнишки                 |                             |
| Марин Токушев                     |                             |
| Стефан Инджев                     |                             |
| Коста Узунов                      |                             |
| Георги Георгиев – Гочето          |                             |
| Илиана Димитрова                  |                             |
| Любомир Димитров                  |                             |
| Пламен Матеев                     |                             |
| Атанас Славчев                    |                             |
| Коста Цонев                       | (в кадър от филм)           |
| Петър Слабаков                    | (в кадър от филм)           |
| Меглена Караламбова               | (в кадър от филм)           |

### Творчески и технически екип
| Сценарий           | Георги Данаилов                                                                                          |
| Режисьор           | Иванка Гръбчева                                                                                          |
| Оператор           | Яцек Тодоров                                                                                             |
| Музика             | Симеон Пиронков                                                                                          |
| Художник           | Милко Маринов                                                                                            |
| Монтаж             | Елена Димитрова Виолета Начева                                                                           |
| Редактор           | Цветана Коларова                                                                                         |
| Звук               | Веселин Цолевски                                                                                         |
| Тонтехник          | Зафир Зафиров                                                                                            |
| Асистент-режисьори | Таня Лилова Мария Трайкова Иван Висоцки Мария Минкова                                                    |
| Втори оператор     | Константин Гошев                                                                                         |
| Асистент-оператори | Емил Димитров Христо Христов                                                                             |
| Комбинирани снимки | Иван Манев                                                                                               |
| Костюми            | Радка Жекова                                                                                             |
| Гардероб           | Фани Дадова                                                                                              |
| Грим               | Магдалена Караманова                                                                                     |
| Фотограф           | Тодор Костов                                                                                             |
| Реквизит           | Мико Мирянов                                                                                             |
| Осветление         | Любен Веляотс                                                                                            |
| Кран               | Румен Панов                                                                                              |
| Организатори       | Милко Шишков Николай Владимиров                                                                          |
| Директор           | Александър Маринов                                                                                       |
| Distributed by     | Българска кинематография Студия за игрални филми „БОЯНА“ Творчески колектив „МЛАДОСТ“ /Copyright © 1974/ |

## Награди
- „СРЕБЪРЕН МЕДАЛ“, (Москва, СССР, 1975).
- „ЗЛАТЕН ДЕЛФИН“, НАГРАДАТА НА МИНИСТЕРСТВОТО НА НАРОДНОТО ОБРАЗОВАНИЕ И НАГРАДАТА НА ИРАНСКИЯ ФИЛМОВ АРХИВ – статуетката „Махре Фаранг“, (Техеран, Иран, 1975).